# Tadeusz Nowicki (przedsiębiorca)
Tadeusz Nowicki (ur. 1958) – polski przedsiębiorca, twórca i prezes zarządu Ergis, spółki zajmującej się przetwórstwem tworzyw sztucznych.
Absolwent Liceum im K. Gottwalda (obecnie im. S. Staszica) w Warszawie. Od 1977 roku studiował na Wydziale Inżynierii Materiałowej Politechniki Warszawskiej. Był jednym z założycieli, a następnie – w pierwszej kadencji, wiceprzewodniczącym Niezależnego Zrzeszenia Studentów na Politechnice Warszawskiej. Internowany od dnia wprowadzenia stanu wojennego do 17 lipca 1982 w Białołęce. W marcu 1983 obronił, napisaną w internowaniu, pracę magisterską. Po zawieszeniu stanu wojennego, przy wsparciu francuskiego komitetu intelektualistów „Le Goff”, dostał zgodę na wyjazd na studia doktoranckie do Francji.
Uzyskał stopień naukowy doktora w École nationale supérieure des mines de Saint-Étienne (1989).
Był, wraz z J.M. Penisson i M. Biscondi, autorem eksperymentu, który pozwolił na bezpośrednią obserwację pozycji atomowych w granicach ziaren w obecności atomów obcych, przeprowadzonej przy użyciu transmisyjnego mikroskopu elektronowego o wysokiej rozdzielczości. Tadeusz Nowicki rozpoczął karierę zawodową we francuskim Ministerstwie Przemysłu, gdzie pracował do 1987 roku, a następnie podjął pracę w dziedzinie B+R w przemyśle metali szlachetnych, zakończoną stanowiskiem dyrektora technicznego Dywizji Platyny przedsiębiorstwa Engelhard-Clal, odpowiadając za fabryki w Paryżu, Londynie i Amsterdamie.
W styczniu 1998 roku zaangażował się w przetwórstwo tworzyw sztucznych w Polsce tworząc, w drodze 8 fuzji i przejęć, notowaną od 2006 r. na Giełdzie Papierów Wartościowych w Warszawie Grupę Ergis. Wraz z Markiem Górskim i Jackiem Korpałą przeprowadził wykup menadżerski oraz przejęcie MKF-Folien GmbH w Berlinie oraz Schimanski GmbH w okolicach Hamburga, które weszły w skład Grupy Ergis.
Tadeusz Nowicki inspirował i uczestniczył w pracach wdrożeniowych nowej technologii produkcji folii wielowarstwowych.
Od 2007 roku jest prezesem zarządu Polskiego Związku Przetwórców Tworzyw Sztucznych zrzeszonego w Konfederacji Lewiatan. W 2022 roku został wiceprezesem European Plastics Converters (EuPC), a w 2025 roku został powołany na stanowisko Wiceprzewodniczącego Rady Głównej Konfederacji Lewiatan.